# Motivaciono-higijenska teorija
Motivaciono-higijenska teorija (poznata i kao Teorija dva faktora) objašnjava motivaciju zaposlenih. Po ovoj teoriji faktori koji dovode do zadovoljstva zaposlenih su odvojeni od faktora koji uzrokuju nezadovoljstvo (dakle suprotno od zadovoljstva nije nezadovoljstvo).

## Korisni izvori
- Herzberg, F. 1968, „One more time: how do you motivate employees?”. Harvard Business Review. 46 (1): 53—62., .